# Phodopus-sungorus-Gruppe
Die Phodopus-sungorus-Gruppe ist eine aus dem Dsungarischen Zwerghamster und dem Campbell-Zwerghamster bestehende Gruppe der Kurzschwanz-Zwerghamster. Häufig wird der Campbell-Zwerghamster dem Dsungarischen Zwerghamster als Unterart zugeordnet.
Die Gruppe bewohnt die Steppen und Halbwüsten des nordöstlichen Kasachstans, des südwestlichen und südlichen Sibiriens, der Mongolei und des nordöstlichen Chinas.
Die Hamster der Phodopus-sungorus-Gruppe werden etwa sieben bis zehn Zentimeter lang und 26 bis 45 Gramm schwer.
Das weiche Fell der Oberseite ist grau bis braun mit einem dunklen Aalstrich. Das hellere Fell der Unterseite verläuft an den Körperseiten in drei Bögen nach oben. Der Dsungarische Zwerghamster färbt sich im Winter teilweise oder vollständig weiß.

## Körpermerkmale

### Körpermaße
Der Rumpf der Hamster der Phodopus-sungorus-Gruppe ist kurz, kompakt und robust.
Die Kopf-Rumpf-Länge beträgt 67 bis 103 Millimeter, die Länge des Schwanzes 4 bis 18 Millimeter. Die Hinterpfoten sind 11 bis 18 Millimeter lang, die Ohrmuscheln 11 bis 16 Millimeter.
Der Campbell-Zwerghamster wird etwas größer als der Dsungarische Zwerghamster.
In der Natur liegt das Körpergewicht im Sommer bei durchschnittlich 45 Gramm, im Winter bei etwa 26 Gramm. In menschlicher Obhut können die Hamster ein Gewicht bis etwa 50 Gramm erreichen.

### Fell und Farbe
Das dichte, feine, weich und wollig aussehende
Fell der Hamster der Phodopus-sungorus-Gruppe ist auf der Oberseite aschgrau bis dunkelbraun oder gräulich-braungelb mit einem dunklen Aalstrich. An den Schultern, den Flanken und der Hüfte erstreckt sich das hellere Fell der Unterseite in drei Bögen nach oben.
Der Dsungarische Zwerghamster färbt sich im Winter teilweise oder vollständig weiß, der Campbell-Zwerghamster hellgrau. Daneben unterscheidet sich der Campbell-Zwerghamster durch ein gelblicheres Sommerfell, einen schmaleren Aalstrich, das Fehlen eines dunklen Flecks auf dem Scheitel, den gelbbraunen Überzug der Dreibogenlinie zwischen der Oberseite und der Unterseite sowie die schiefergraue Haarbasis auf der Unterseite.
Die Sohlen sind mit Ausnahme der Zwischenzehenballen, des großen Daumenballens und des kleinen, mittigen Handwurzelballens der Vorderpfoten sowie der drei kleinen, seitlich liegenden Ballen der Hinterpfoten dicht behaart.
Die drei hinteren Ballen der Hinterpfoten fehlen.

### Sekretion
Zwischen der Außenhaut der Backen und den Backentaschen befindet sich jeweils ein Hautbeutel, der zu den Mundwinkeln hin geöffnet ist. Er entsteht durch eine komplexe Umformung von Muskel- und Bindegewebe während der Ontogenese und ist nach 20 Lebenstagen voll entwickelt.
Die Öffnung des Beutels ist von einem Ring langfaserigen, quergestreiften Muskelgewebes umgeben. Die Außenwand wird durch zwei Schichten faserigen, elastischen Bindegewebes gebildet, die durch eine dünne Schicht quergestreiften Muskelgewebes getrennt sind. Die Innenwand wird durch mehrschichtiges Epithelgewebe mit abblätternder Oberflächenschicht gebildet. Dichte Blätter abgestorbener Zellen werden in den Hohlraum des Beutels abgestoßen und bilden einen Teil der weißlich-gelben, streng riechenden, sekretorischen Substanz. Zusammen mit dem Sekret der Talgdrüsen in den Mundwinkeln könnte der Inhalt des Beutels dem Markieren des Backentascheninhalts oder der Verteidigung dienen. Sokolow und Mitarbeiter (1991) stellen eine durchschnittliche Masse der Beutel von 7,5 Milligramm bei drei männlichen und 8,4 Milligramm bei drei weiblichen Campbell-Zwerghamstern fest. Die Masse des Beutelinhalts geben sie mit 4,1 bis 20,5 Milligramm sowie 5,7 bis 10,1 Milligramm an.
Die Masse des Beutels sowie die des Inhalts sind bei Weibchen mit Jungtieren am größten.

## Verbreitung und Fossilfunde
Das Verbreitungsgebiet der Phodopus-sungorus-Gruppe sind die Steppen und Halbwüsten des nordöstlichen Kasachstans, des südwestlichen Sibiriens, des Altai, Tuwas, Dauriens, der Mongolei und des nordöstlichen Chinas. Der Dsungarische Zwerghamster bewohnt den westlichen Teil des Verbreitungsgebiets, der Campbell-Zwerghamster den östlichen.
Fossilfunde sind aus dem Jungpleistozän von Ungarn, der Schweiz und Deutschland bekannt. Einige Fossilien könnten fälschlicherweise der Gattung Cricetulus zugeordnet worden sein.

## Systematik und Nomenklatur

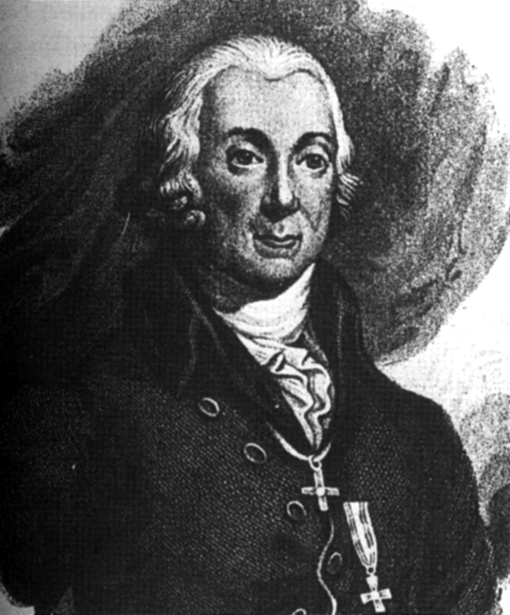
Peter Simon Pallas beschrieb den Dsungarischen Zwerghamster 1773 als Mus sungorus.

Die Phodopus-sungorus-Gruppe ist ein zu den Kurzschwanz-Zwerghamstern gehörendes Taxon mit zwei Arten:
- Dsungarischer Zwerghamster, Phodopus sungorus (Pallas, 1773) und
- Campbell-Zwerghamster, Phodopus campbelli (Thomas, 1905).

Häufig wird der Campbell-Zwerghamster dem Dsungarischen Zwerghamster als Unterart zugeordnet. Es existiert ein wissenschaftlicher Name auf Gattungsebene:
- Cricetiscus Thomas, 1917.

Peter Simon Pallas beschrieb den Dsungarischen Zwerghamster 1773 als Mus sungorus,
Oldfield Thomas den Campbell-Zwerghamster 1905 als Cricetulus campbelli.
Ned Hollister ordnete beide 1912 der Gattung Phodopus zu.
1917 stellte Thomas den Campbell-Zwerghamster als Typusart in die neue Gattung Cricetiscus und ordnete außerdem den Dsungarischen Zwerghamster dieser Gattung zu.
A. I. Argiropulo vereinte den Dsungarischen Zwerghamster und den Campbell-Zwerghamster 1933 als Unterarten der Art Phodopus sungorus.
Der Status des Campbell-Zwerghamsters als eigenständige Art oder als Unterart des Dsungarischen Zwerghamsters ist seitdem umstritten.
Neben Argiropulo (1933) ordnen
Allen (1940),
Ellerman (1941),
Bannikow (1951),
Ellerman und Morrison-Scott (1951),
Flint und Golowkin (1961),
Bobrinskii und Mitarbeiter (1965),
Flint (1966),
Meier (1967),
Piechocki (1969),
Walker (1975),
Corbet (1978),
Corbet und Hill (1980),
Gromow und Baranowa (1981),
Nowak und Paradiso (1983),
Hamann (1987),
Nowak (1991),
Gromow und Jerbajewa (1995),
Zhang und Mitarbeiter (1997)
sowie Wang (2003)
den Campbell-Zwerghamster als Unterart dem Dsungarischen Zwerghamster zu.
Außer Hollister (1912) betrachten Woronzow und Mitarbeiter (1967),
Honacki und Mitarbeiter (1982), Corbet (1984), Corbet und Hill (1986), Pawlinow und Rossolimo (1987),
Niethammer (1988), Musser und Carleton (1993), Pawlinow und Mitarbeiter (1995), Pawlinow und Rossolimo (1998), Nowak (1999), Feaver und Zhibin (2001), Pawlinow (2003) sowie Musser und Carleton (2005) den Dsungarischen Zwerghamster und den Campbell-Zwerghamster als eigenständige Arten. Woronzow und Mitarbeiter (1967), Pawlinow und Rossolimo (1987) sowie Pawlinow (2003) fassen beide Arten als Superspezies Phodopus sungorus oder Phodopus-sungorus-Gruppe zusammen.

## Phodopus-sungorus-Gruppe und Mensch
Im Englischen werden Dsungarischer Zwerghamster und Campbell-Zwerghamster begrifflich häufig nicht klar voneinander getrennt.